# Загорье (Локнянский район)
Загорье — деревня в Локнянском районе Псковской области России. 
Входит в состав Самолуковской волости.
Расположена в 33 км к югу от райцентра Локня и в 8 км к западу от волостного центра Башово.

## Население
| 2000 | 2001 | 2002 | 2010 |
| ---- | ---- | ---- | ---- |
| 247  | →247 | ↘193 | ↘127 |

Численность населения деревни по оценке на начало 2001 года составляла 247 жителей.